# Centro Cultural e de Congressos de Caldas da Rainha

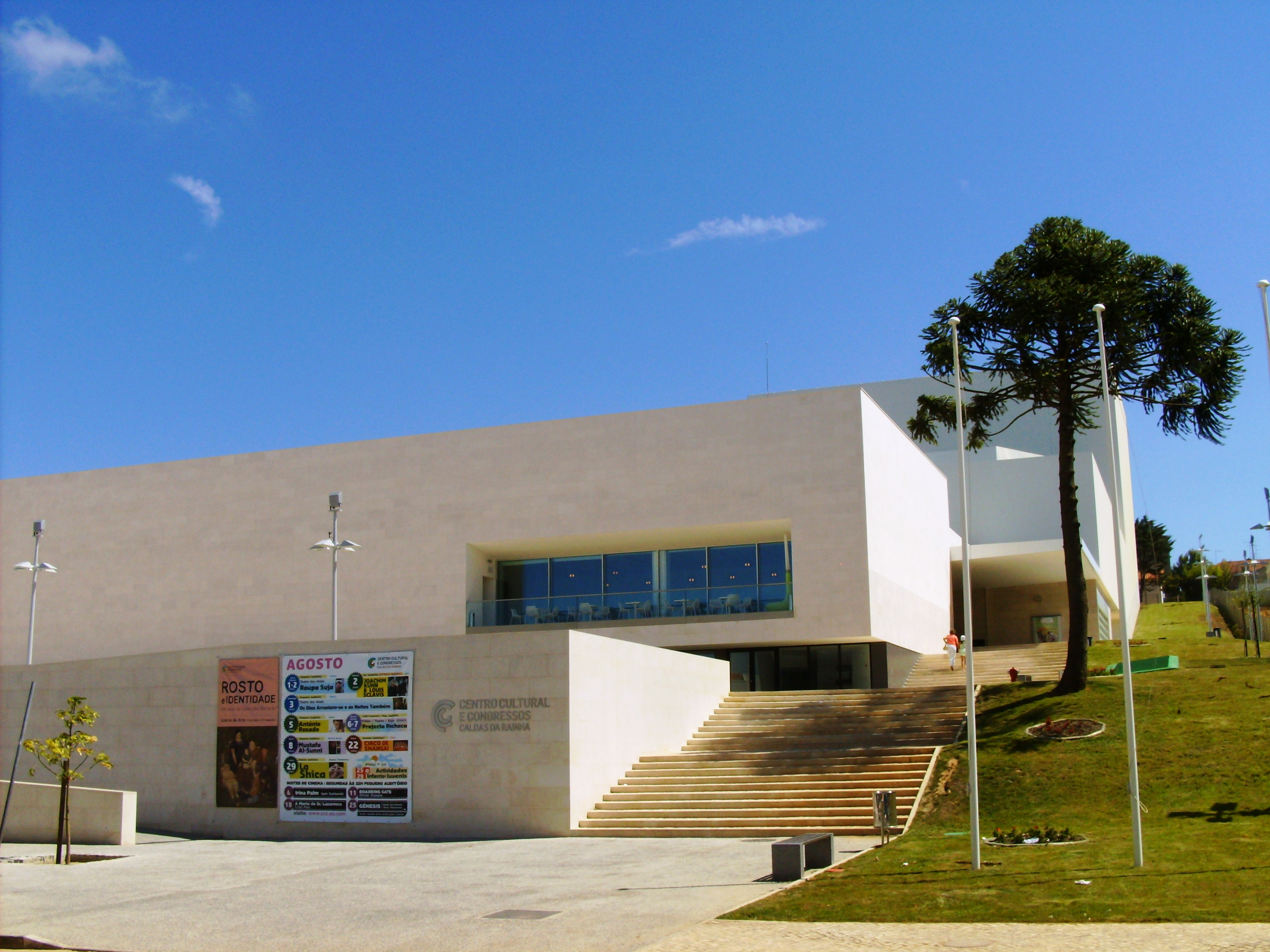
Centro Cultural e Congressos Caldas da Rainha.

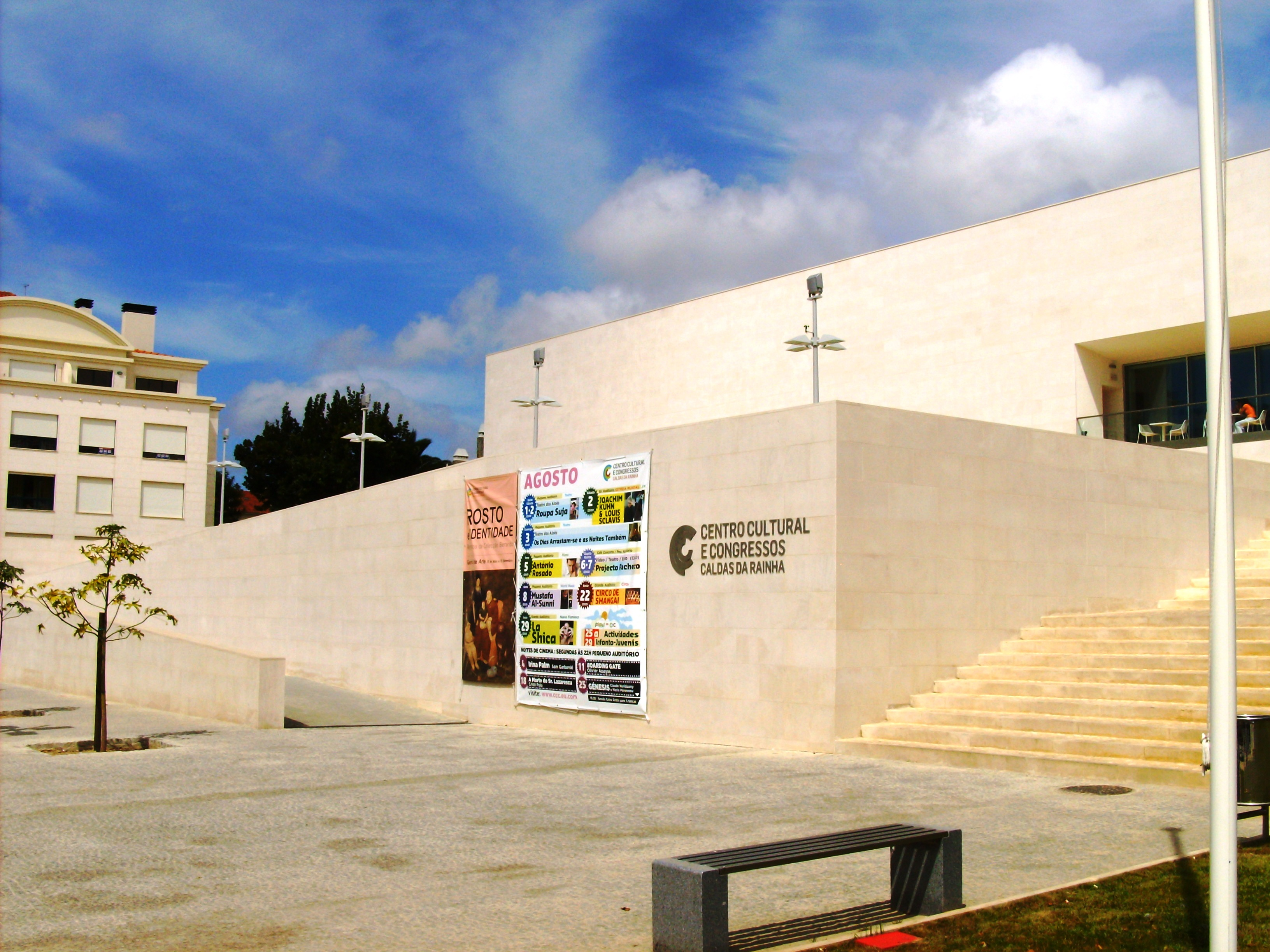
Centro Cultural e Congressos Caldas da Rainha.

O Centro Cultural e Congressos das Caldas da Rainha ou mais simplesmente CCC, é um espaço na cidade das Caldas da Rainha, destinado às actividades culturais e à realização de congressos. A sua construção iniciou-se em 2006 e foi inaugurado a 15 de Maio de 2008.

## História
A ideia para a construção de um Centro Cultural nasceu por altura da demolição do Teatro Pinheiro Chagas, durante o período em que Pedro Santana Lopes foi Secretário de Estado para a Cultura, já que a tentativa de reconstruir foi afastada pois não proporcionava as melhores condições para a exigência modernas dos actuais programas culturais. Também é de referir que a Casa da Cultura, junto ao parque (defronte ao Hospital Termal, nas instalações do antigo casino), tinha sido derrubada, tendo as autoridades políticas prometido a construção de um novo equipamento. Tinha sido também o local do desenvolvimento das actividades do Teatro da Rainha.
Durante a década de 90, a Sociedade de Instrução e Recreio "Os Pimpões", por ter o único auditório com dimensões razoáveis, tornou-se num pólo de dinamização da actividade cultural.
No final de 2004, são apresentadas as propostas em maquete em concurso, do futuro Centro Cultural, ou Multiusos (designação atribuída pela câmara). As cinco propostas foram elaboradas pela Soares da Costa (arq.Fernando Sá), Construtora Abrantina (arq. João Paciência), Consórcio FDO e ENSUL (arq. Eduardo Souto Moura), Mota-Engil (arq. Ilídio Pelicano) e Consórcio Edifer e José Coutinho (arq. João Domingos Mestre).
Só no início do ano de 2006 é divulgado (definitivamente) o projecto a ser concretizado: Mota-Engil do arq. Ilídio Pelicano.
A 15 de Maio de 2006 é lançada a primeira pedra do multiusos e dentro de um mês são iniciadas as obras. Durante a construção são feitas pequenas alterações ao projecto.
Em Março de 2008, a Câmara Municipal das Caldas da Rainha altera a designação de "Complexo Multiusos" para "Centro Cultural e de Congressos". Por esta altura é possível verificar que a obra está quase concluída.

## Características
De um modo geral, o Centro Cultural e Congressos tem ao seu dispor:
- Grande Auditório - com fosso de orquestra (aproveitamento com 60 lugares), 1ª plateia (140 lugares), 2ª plateia (200 lugares incluindo 6 lugares para pessoas de mobilidade reduzida), tribuna (100 lugares) e 16 camarotes laterais (16 x 10 lugares cada), para um total de 660 lugares. Todas estas divisões estão repartidas por 3 níveis/pisos (piso 0, 1 e 2).
- Pequeno Auditório - para aproximadamente 150 lugares, equipado com bancada telescópica; o acesso faz-se pelo Café-Concerto
- Camarins/Bastidores - situam-se na zona posterior do edifício; a sala de apoio/de ensaios consegue acolher uma orquestra inteira (área semelhante à do palco do Grande Auditório).
- Café-Concerto - para pequenas actuações (situa-se junto ao varandim com vista para a Rua Leonel Sotto Mayor); tem ligação ao Pequeno Auditório
- Sala de Exposições - situa-se no piso -1 (ao mesmo nível da praça criada com a apropriação da cobertura do piso -2 de estacionamento); acesso pelo Foyer
- Salas de Apoio - encontram-se no piso -1
- Divisões Administrativas - situam-se preferencialmente no último andar do primeiro volume (Pequeno Auditório e Café-Concerto
- Estacionamento - constituído por 350 lugares em 3 pisos de estaciamento cobertos/subterrâneos (pisos -1, -2 e -3)
- Cais - para descarregar material ligado aos eventos a apresentar, situa-se na frente norte; os corredores que dão acesso ao Grande Auditório e ao Pequeno Auditório são amplos e permitem o transporte de grandes volumes

## Considerações
O Centro Cultural e Congressos das Caldas da Rainha traduz um bom exemplo físico e arquitectónico do que um edifício com esta finalidade deve ter. O facto dos auditórios não terem qualquer ligação directa ao exterior, como uma janela, revela o cuidado com a insonorização destes mesmos espaços. Já a enorme caixa que é possível visualizar, trata-se do palco e de todos os mecanismos cénicos mecânicos e de iluminação, bastante comum nos teatros (tal como o Teatro Camões, no Parque das Nações).
O próprio planemento permite que os materiais ao serem descarregados no cais, não precisem de ser transportados por meio de elevadores, já que o cais e os auditórios encontram-se ao mesmo nível.
A nível acústico, o grande auditório está equipado com meios mecânicos móveis que podem ser ajustados para permitirem um melhor desempenho acústico, já que será utilizado para fins que necessitam de meios quase antagónicos. Este auditório também dispõe de fosso para orquestra ideial para bailados e ópera representada. As cadeiras estofadas a utilizar terão, só por si, uma capacidade de absorção sonora equivalente estando vazias ou ocupadas.
Para além da realização de actividades culturais, será também o pólo da Cultura e do Turismo: parte dos funcionários da câmara que trabalham nesta área serão tranferidos para os futuros gabinetes do centro cultural.